# Mount Schaffer
Mount Schaffer är ett berg i Kanada.   Det ligger i provinsen British Columbia, i den centrala delen av landet, 3 000 km väster om huvudstaden Ottawa. Toppen på Mount Schaffer är 2 055 meter över havet. Mount Schaffer ligger vid sjöarna  Lake O'Hara och Mary Lake.
Terrängen runt Mount Schaffer är huvudsakligen bergig, men den allra närmaste omgivningen är kuperad. Trakten runt Mount Schaffer är nära nog obefolkad, med mindre än två invånare per kvadratkilometer.. Närmaste större samhälle är Lake Louise, 13,7 km nordost om Mount Schaffer. 
Trakten runt Mount Schaffer består i huvudsak av gräsmarker.